# Gabriele de’ Gabrielli
Gabriele de' Gabrielli (ur. w 1445 w Fano, zm. 5 listopada 1511 w Rzymie) – włoski kardynał.

## Życiorys
Urodził się w 1445 roku w Fano. Za pontyfikatu Aleksandra VI został protonotariuszem apostolskim. Był zwolennikiem Giuliana della Rovere, dlatego dobrowolnie udał się na wygnanie do Francji. 27 marca 1504 roku został wybrany biskupem Urbino, a 9 kwietnia przyjął sakrę. 1 grudnia 1505 roku został kreowany kardynałem diakonem i otrzymał diakonię Sant'Agata alla Suburra. 11 września 1507 roku został podniesiony do rangi kardynała prezbitera i otrzymał kościół tytularny Santa Prassede. Został mianowany legatem w Perugii jednak wkrótce potem musiał zrezygnować, z powodu słabego zdrowia. Zmarł 5 listopada 1511 roku w Rzymie.